# Donji Karajzovci
Donji Karajzovci so naselje v občini Gradiška, Bosna in Hercegovina. 

## Deli naselja
Donji Karajzovci in Panjani.

## Prebivalstvo
| Pregled števila prebivalcev po letih | Pregled števila prebivalcev po letih | Pregled števila prebivalcev po letih | Pregled števila prebivalcev po letih | Pregled števila prebivalcev po letih | Pregled števila prebivalcev po letih |
| ------------------------------------ | ------------------------------------ | ------------------------------------ | ------------------------------------ | ------------------------------------ | ------------------------------------ |
| 1948                                 | 1953                                 | 1961                                 | 1971                                 | 1981                                 | 1991                                 |
| -                                    | -                                    | -                                    | 743                                  | 712                                  | 600                                  |

| Narodna sestava prebivalstva po letih                                                                                       | Narodna sestava prebivalstva po letih                                                                                       | Narodna sestava prebivalstva po letih                                                                                      |
| --- | --- | --- |
| 1971 | 1981 | 1991 |
| . skupaj: 743 Srbi 726 (97,71 %) Hrvati 4 (0,53 %) Muslimani 1 (0,13 %) Jugoslovani 0 (0,00 %) drugi in neznano 12 (1,61 %) | . skupaj: 712 Srbi 677 (95,08 %) Hrvati 5 (0,70 %) Muslimani 0 (0,00 %) Jugoslovani 23 (3,23 %) drugi in neznano 7 (0,98 %) | . skupaj: 600 Srbi 580 (96,66 %) Hrvati 4 (0,66 %) Muslimani 0 (0,00 %) Jugoslovani 8 (1,33 %) drugi in neznano 8 (1,33 %) |